# 联合国东斯拉沃尼亚、巴兰尼亚和西斯雷姆过渡行政当局

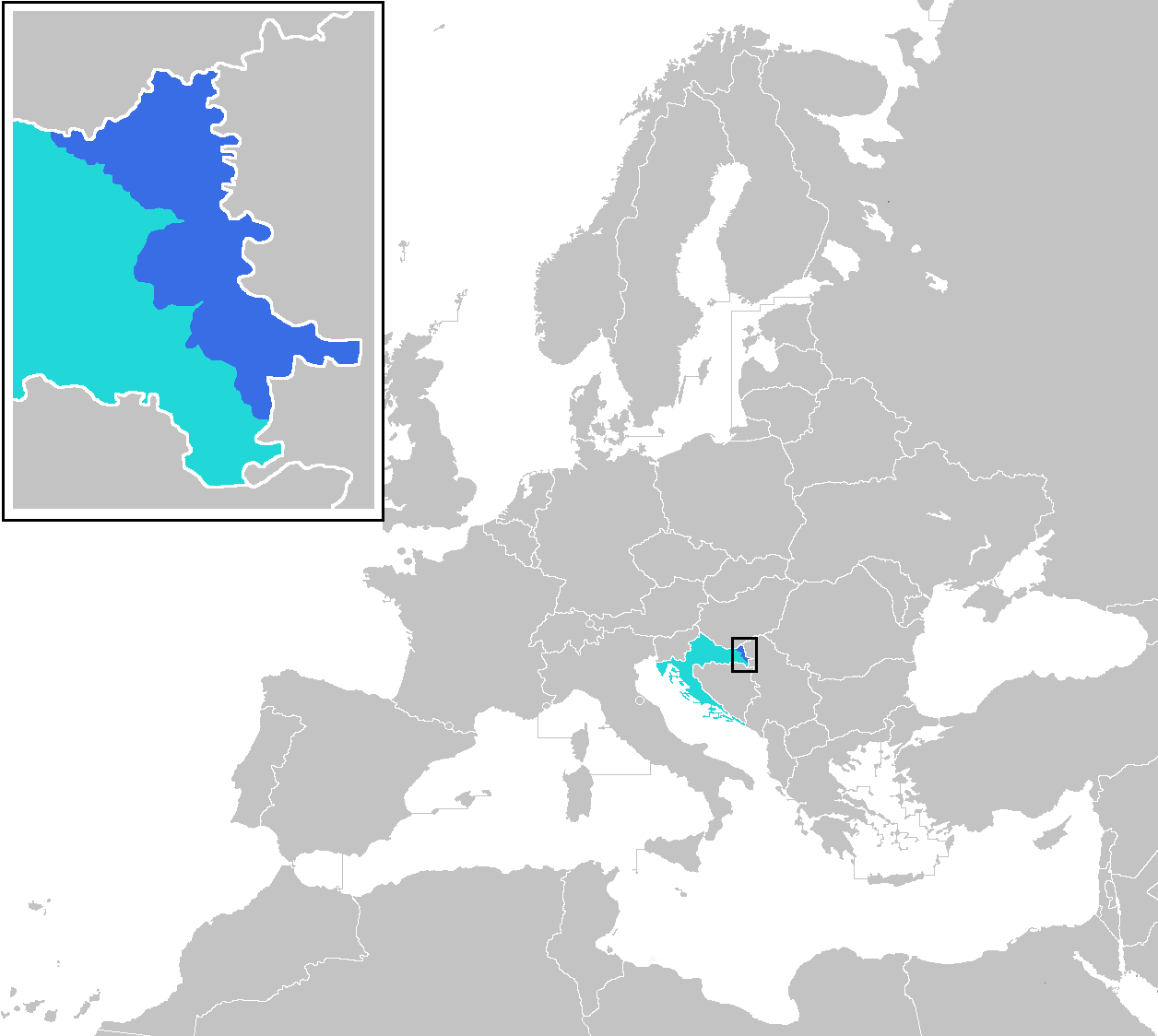

聯合國东斯拉沃尼亚、巴兰尼亚和西斯雷姆過渡行政当局（英語：United Nations Transitional Administration for Eastern Slavonia, Baranja and Western Sirmium, UNTAES）是聯合國在克羅埃西亞戰爭之後，在1996年至1998年之間，為了使克羅埃西亞境內塞爾維亞人控制的東斯拉夫尼亞、巴兰尼亚、西斯雷姆地區和平回歸克羅埃西亞所設立的維和任務。

## 歷史
1995年，克羅埃西亞發動閃電行動與風暴行動，塞爾維亞克拉伊納共和國僅剩東邊與塞爾維亞接鄰的东斯拉沃尼亚、巴兰尼亚、西斯雷姆地區。隨後，岱頓協定結束了克羅埃西亞戰爭，1996年，依據克羅地亞與塞爾維亞地區塞裔簽訂的伊爾杜協議，在东斯拉沃尼亚、巴兰尼亚、西斯雷姆地區設立「聯合國东斯拉沃尼亚、巴兰尼亚和西斯雷姆過渡行政当局」，協助該地區併回克羅地亞。1998年，UNTAES任務完成，東斯拉夫尼亞等地和平歸回克羅地亞。

## 外部連結
- UNTAES官方網站